# Corn Holm
Pour les articles homonymes, voir Holm.
Corn Holm est une île inhabitée du Royaume-Uni située en Écosse, dans les Orcades.
L'île est située au nord-ouest de Copinsay avec laquelle elle est reliée à marée basse par un isthme appelé Isle Rough. Elle est entourée par d'autres îlots qui sont Black Holm et Scarf Skerry au nord-ouest, Ward Holm au sud-ouest et Sow Skerry au sud-est. Son point culminant, qui s'élève à onze mètres d'altitude, est constitué par une falaise sur la côte sud-ouest de l'île. Corn Holm est constituée de grès rouge.